# Turová
Turová es un municipio del distrito de Zvolen en la región de Banská Bystrica, Eslovaquia, con una población estimada a final del año 2024 de 450 habitantes.
Se encuentra ubicado en el centro-oeste de la región, en los montes Centrales Eslovacos y la cuenca hidrográfica del río Hron —un afluente izquierdo del Danubio— y cerca de la frontera con la región de Nitra.

## Demografía
| Año        | 1994 | 2004    | 2014     | 2024    |
| ---------- | ---- | ------- | -------- | ------- |
| Población  | 358  | 352     | 416      | 450     |
| Diferencia |      | −1,67 % | +18,18 % | +8,17 % |

| Año        | 2023 | 2024    |
| ---------- | ---- | ------- |
| Población  | 454  | 450     |
| Diferencia |      | −0,88 % |